# Tatort: Im Wahn
Im Wahn ist ein Fernsehfilm aus der Krimireihe Tatort. Der vom NDR produzierte Beitrag ist die 1301. Tatort-Episode und wurde am 21. April 2025 im SRF und im Ersten ausgestrahlt. Es ist der 21. Fall von Kriminalhauptkommissar Thorsten Falke.

## Handlung
Nahe des Hauptbahnhof in Hannover verübt ein unbekannter Täter inmitten einer dichten Menschenmenge einen Messerangriff, bei dem zwei Personen getötet werden. Die Polizei steht vor der Herausforderung, den Täter ohne konkrete Hinweise zu identifizieren und weitere Angriffe zu verhindern. Bundespolizist Thorsten Falke ermittelt zusammen mit seinen Kolleginnen Yael Feldman und Anaïs Schmitz von der niedersächsischen Polizei. Bei ihren Ermittlungen arbeiten sie mit einem KI-Fahndungstool der britischen Firma Kroisos. Finn Jennewein, ein von Kroisos zur Verfügung gestellter Berater, stellt mit der Software Verdachtsmomente gegen den psychisch erkrankten René Kowalski zusammen. Als Falke und Feldman ihn aufsuchen, versucht Kowalski zu fliehen und wird bei einem Sturz vom Dach tödlich verletzt.
Die Polizei findet verdächtige Blutspuren an Kowalskis Kleidung und veröffentlicht den Ermittlungserfolg unter Hinweis auf die verwendete Kroisos-Software.
Am nächsten Tag wird am Bahnhof eine weitere Person nach demselben Muster getötet. Feldman ermittelt, dass Kowalski kurz vor der ersten Tat aus dem Krankenhaus eine chirurgische Schere entwendet hatte, die zu den Stichwunden aller drei Opfer passt. In Kowalskis Haus trifft die Polizei Kowalskis Schwester Nora an. Sie berichtet, dass ihr Bruder die ersten beiden Opfer getötet habe, um sie vermeintlich zu beschützen, und übergibt den Polizisten die Tatwaffe, die sie in einem Versteck gefunden hat.
Die Ermittler können (eigentlich unbeteiligte) Nachahmungstäter ausschließen, tatsächlich wurde der Tathergang der vorherigen Fälle beim dritten Opfer professionell imitiert. Der freie Journalist Moritz Staub schlussfolgert, dass ein weiterer Mord dieser Art Zweifel an der Zuverlässigkeit der Software auslösen sollte. Der dadurch fallende Kurs der Kroisos-Aktie diente einem Aktienspekulant, damit viel Geld zu machen. Kurz darauf wird auch er von zwei Unbekannten in seiner Wohnung umgebracht. Da die imitierte Tat nur mit polizeilichem Wissen möglich war, gerät Jennewein in den Fokus der Ermittlungen. Er kann sich jedoch vorläufig der Verhaftung entziehen und schießt dabei Yael Feldman an, die jedoch überlebt.

## Hintergrund
Der Film wurde vom 7. November 2023 bis zum 7. Dezember 2023 in Hannover und Hamburg gedreht. Laut Autor Georg Lippert spielt die fiktive Software im Film auf den Einsatz der Software-Produkte der Firma Palantir in Deutschland an.

## Rezeption

### Kritiken
„Ein großes Thema. Regisseurin Viviane Andereggen und Autor Georg Lippert machen nur keinen großen „Tatort“ daraus. Schon der Gegensatz zwischen Fortschrittsskeptikern und KI-Fans gerät so plakativ, dass es quietscht.“

„Der Film von Georg Lippert (Drehbuch) und Viviane Andereggen (Regie) ist nicht durchgehend überzeugend konstruiert, lässt aber den Einsatz von Künstlicher Intelligenz bei der Polizeiarbeit mit cleveren Wendungen in die Handlung mit einfließen. (Anm.: Der Autor vergibt vier von sechs möglichen Punkten.)“

„Die atmosphärische Kameraarbeit, die düstere Grundstimmung und die cleveren Plot-Twists machen ‚Im Wahn‘ zu einem überdurchschnittlichen ‚Tatort‘. Dass es der Film schafft, ein aktuelles Thema intelligent zu verarbeiten, ohne dabei übertrieben belehrend zu wirken, erfreut und überrascht gleichermaßen.“

### Einschaltquoten
Die Erstausstrahlung von Im Wahn am 21. April 2025 wurde in Deutschland von 5,32 Millionen Zuschauern gesehen und erreichte einen Marktanteil von 20,3 % für Das Erste.